# ФК Лас Палмас
ФК Лас Палмас (шп. Unión Deportiva Las Palmas, S.A.D) шпански је фудбалски клуб из Лас Палмаса који тренутно наступа у Другој лиги Шпаније.
Лас Палмас је основан 22. августа 1949. године. Већ 1951. године клуб улази у елитно друштво шпанског фудбала. У овој сезони завршио је на 15. месту и тако је испао у Другу лигу. У Примеру се вратио за две године и током шест година заредом игра са највећим шпанским клубовима. Своја два највећа успеха у Примери Лас Палмас је остварио је у сезони 1967/68. (3. место) и 1968/69. (2. место).
Један од највећих успеха клуб је остварио 1978. године, када је играо у финалу Купа Краља, меч одигран у Мадриду на стадиону Сантијаго Бернабеу. Поражени су од Барселоне резултатом 3:1.